# María Ángeles Gil
María Ángeles Gil Álvarez (Valladolid, 15 de septiembre de 1953) es una estadística española cuya investigación aplica matemáticas difusas y variables aleatorias difusas en estadística. Es profesora de la Universidad de Oviedo, en el Departamento de Estadística e Investigación Operativa y Didáctica de las Matemáticas.

## Trayectoria
Gil nació el 15 de septiembre de 1953, en Valladolid, y se licenció en 1976 en la Universidad de Valladolid. Realizó el doctorado en matemáticas en la Universidad de Oviedo en 1979. Su tesis doctoral, Incertidumbre y utilidad, fue dirigida por Pedro Gil.
Continuó su carrera en la Universidad de Oviedo, llegando a ser profesora adjunta en 1982 y catedrática en 1992. Sus temas iniciales de investigación involucraron las aplicaciones de la teoría de la información a la estadística y desde entonces han ido cambiando gradualmente a temas que involucran datos borrosos.

## Reconocimiento
Gil recibió la Medalla de Plata de Asturias en 2014, y en 2021 la Medalla SEIO de la Sociedad Española de Estadística e Investigación Operativa.
En 2015 fue nombrada miembro de la Asociación Internacional de Sistemas Difusos. En 2021, fue elegida miembro de la Academia Asturiana de Ciencia e Ingeniería y al año siguiente miembro de la Real Academia de Ciencias de España.